# Tài khoản tiền gửi
Tài khoản tiền gửi là tài khoản ngân hàng được duy trì bởi một tổ chức tài chính, trong đó khách hàng có thể gửi và rút tiền. Tài khoản tiền gửi có thể là tài khoản tiết kiệm, tài khoản vãng lai hoặc bất kỳ loại tài khoản nào khác được giải thích bên dưới.
Giao dịch trên tài khoản tiền gửi được ghi lại trong sổ sách của ngân hàng và số dư kết quả được ghi nhận là một khoản nợ của ngân hàng và thể hiện số tiền mà ngân hàng còn nợ cho khách hàng. Một số ngân hàng tính phí cho các giao dịch trên tài khoản của khách hàng. Ngoài ra, một số ngân hàng trả lãi cho khách hàng trên số dư tài khoản của họ.

## Các loại tài khoản
| SN | Loại tài khoản                                                    | Mô tả chức năng tài khoản |
| -- | ----------------------------------------------------------------- | --- |
| 1  | Tài khoản giao dịch                                               | Được gọi là "tài khoản vãng lai" tại các quốc gia thành viên của Khối thịnh vượng chung và "kiểm tra tài khoản" tại Hoa Kỳ Tài khoản tiền gửi với mục đích bảo mật và nhanh chóng cung cấp quyền truy cập thường xuyên vào các khoản tiền theo yêu cầu, thông qua nhiều kênh khác nhau. Vì tiền có sẵn theo yêu cầu, các tài khoản này còn được gọi là "tài khoản không kỳ hạn" hoặc "tài khoản tiền gửi không kỳ hạn ", ngoại trừ trường hợp tài khoản NOW (lệnh rút tiền có thể thương lượng), là những tài khoản hiếm khi yêu cầu bảy ngày thông báo trước khi rút tiền. |
| 2  | Tài khoản thị trường tiền (money market account)                  | Một tài khoản tiền gửi trả lãi theo tỷ giá thị trường tiền tệ và không cần thông báo hoặc thông báo rất ngắn để rút tiền. Ở Hoa Kỳ, chúng tương tự như kiểm tra tài khoản ở chỗ chúng cung cấp đặc quyền viết séc và truy cập tức thì nhưng chúng phải tuân theo các quy định giống như tài khoản tiết kiệm, bao gồm cả giới hạn giao dịch hàng tháng. |
| 3  | Tài khoản tiết kiệm                                               | Tài khoản được duy trì bởi các ngân hàng bán lẻ trả lãi nhưng không thể được sử dụng trực tiếp như tiền (ví dụ: bằng cách viết séc hoặc sử dụng thẻ ghi nợ tại một điểm bán hàng), mặc dù tiền mặt có thể được rút từ các tài khoản này tại một máy rút tiền tự động. Mặc dù chúng không thuận tiện để sử dụng như kiểm tra tài khoản, nhưng các tài khoản này thường cung cấp cho người tiêu dùng mức lãi suất cao hơn tài khoản giao dịch và thường sẽ được liên kết với tài khoản giao dịch.                                                                             |
| 4  | Tiền gửi có kỳ hạn, còn được gọi là chứng chỉ tiền gửi tại Hoa Kỳ | Một khoản tiền gửi tại một tổ chức ngân hàng không thể rút tiền trong một thời hạn định trước 'thời hạn' hoặc sẽ phải chịu hình phạt cho việc rút tiền trước một ngày nhất định. Khi thời hạn kết thúc, nó có thể được rút lại hoặc có thể được chuyển sang thời hạn khác. Nói chung, thời hạn càng dài thì lãi suất ngân hàng đưa ra càng cao. |
| 7  | Tài khoản dịch vụ chuyển khoản tự động                            | Tài khoản tiền gửi cho phép chuyển tiền từ tài khoản tiết kiệm sang tài khoản vãng lai để chi trả cho séc được viết hoặc để duy trì số dư tối thiểu. |
| 8  | Tài khoản tiền gửi ngắn hạn                                       | Một tài khoản mà tiền gửi được giữ không quá một năm. |

## Cách hoạt động của ngân hàng
Trong ngân hàng, các động từ "gửi" và "rút" có nghĩa là tương ứng với một khách hàng nộp tiền vào và lấy tiền ra khỏi tài khoản. Từ quan điểm pháp lý và kế toán tài chính, danh từ "tiền gửi" được ngành ngân hàng sử dụng trong các báo cáo tài chính để mô tả trách nhiệm của ngân hàng đối với người gửi tiền, chứ không phải số tiền mà ngân hàng nắm giữ do tiền gửi, mà được hiển thị là tài sản của ngân hàng.
Theo các hạn chế do các điều khoản và điều kiện của tài khoản áp đặt, chủ tài khoản (khách hàng) có quyền được hoàn trả số tiền đã gửi theo yêu cầu. Các điều khoản và điều kiện có thể chỉ định các phương thức mà khách hàng có thể chuyển tiền vào hoặc ra khỏi tài khoản, ví dụ: bằng séc, ngân hàng trực tuyến, EFTPOS hoặc các kênh khác.
Ví dụ: một người gửi 100 đô la tiền mặt vào tài khoản séc tại một ngân hàng ở Hoa Kỳ sẽ chuyển giao quyền sở hữu hợp pháp cho 100 đô la tiền mặt đó, số tiền này sẽ trở thành tài sản của ngân hàng. Trên sổ sách của ngân hàng, ngân hàng sẽ ghi nợ tài khoản tiền mặt tương đương 100 đô la tiền mặt, và ghi có lên tài khoản trách nhiệm "tiền gửi" với số tiền tương đương.
Trong báo cáo tài chính của ngân hàng, 100 đô la tiền tệ sẽ được thể hiện trên bảng cân đối kế toán như một tài sản của ngân hàng và tài khoản tiền gửi sẽ được thể hiện như một khoản nợ phải trả của ngân hàng đối với khách hàng của mình. Báo cáo tài chính của ngân hàng phản ánh bản chất kinh tế của giao dịch, đó là ngân hàng đã vay khách hàng 100 đô la và có nghĩa vụ hợp đồng phải trả cho khách hàng theo các điều khoản của thỏa thuận. Các quỹ dự trữ "vật chất" này có thể được giữ dưới dạng tiền gửi tại ngân hàng trung ương có liên quan và sẽ nhận được lãi suất theo chính sách tiền tệ.
Thông thường, một ngân hàng sẽ không giữ toàn bộ số tiền dự trữ, nhưng sẽ cho các khách hàng khác vay phần lớn số tiền, trong một quy trình được gọi là ngân hàng dự trữ phân đoạn. Điều này cho phép các nhà cung cấp kiếm tiền lãi từ tài sản và do đó trả lãi tiền gửi.
Bằng cách chuyển quyền sở hữu tiền gửi từ bên này sang bên khác, các ngân hàng có thể tránh sử dụng tiền mặt làm phương thức thanh toán. Tiền gửi ngân hàng thương mại chiếm phần lớn cung tiền được sử dụng ngày nay. Ví dụ: nếu một ngân hàng ở Hoa Kỳ cho một khách hàng vay bằng cách gửi số tiền cho vay vào tài khoản séc của khách hàng đó, thì ngân hàng thường ghi lại sự kiện này bằng cách ghi nợ một tài khoản tài sản trên sổ sách của ngân hàng (được gọi là các khoản cho vay phải thu hoặc một số tên tương tự ) và ghi có nghĩa vụ tiền gửi hoặc tài khoản séc của khách hàng trên sổ sách của ngân hàng. Từ quan điểm kinh tế, ngân hàng về cơ bản đã tạo ra tiền kinh tế (mặc dù không phải đấu thầu hợp pháp). Số dư tài khoản séc của khách hàng không có hóa đơn đô la, vì tài khoản tiền gửi không kỳ hạn chỉ đơn giản là khoản nợ ngân hàng nợ khách hàng. Bằng cách này, các ngân hàng thương mại được phép tăng lượng tiền cung ứng (mà không không in tiền).

## Quy định
Ngân hàng hoạt động theo một hệ thống phong tục và quy ước phức tạp được phát triển trong nhiều thế kỷ. Họ cũng thường phải tuân theo các quy định pháp luật, chẳng hạn như phát triển yêu cầu dự trữ để giảm rủi ro khi ngân hàng bị thất bại. Nó cũng có thể có mục đích giảm bớt mức độ tổn thất của người gửi tiền trong trường hợp ngân hàng gặp sự cố.
Để giảm rủi ro cho người gửi tiền khi ngân hàng gặp thất bại, một số khoản tiền gửi ngân hàng cũng có thể được bảo đảm bằng chương trình bảo hiểm tiền gửi hoặc được bảo vệ bằng phương thức bảo lãnh chính phủ.